# Władysław Dębski (aktor)

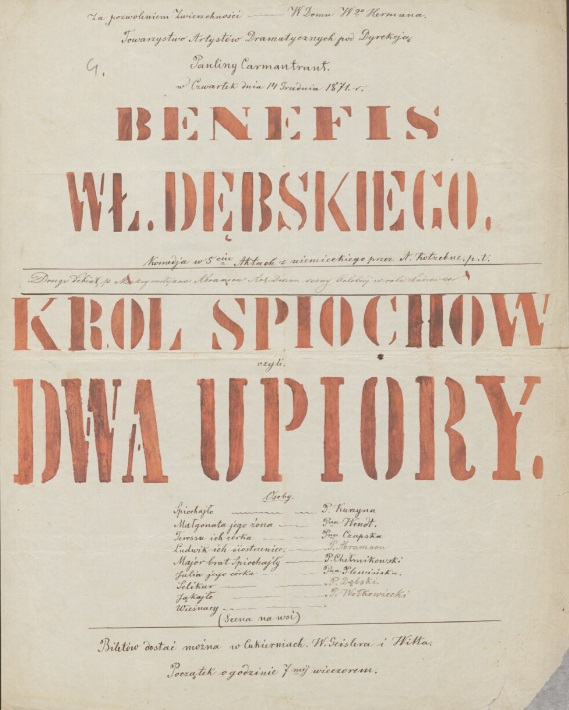
Afisz: Benefis Władysława Dębskiego (1871)

Władysław Dębski (także Władysław Dembski, działał od 1865, zm. 27 maja 1900 we Włocławku) – aktor i przedsiębiorca teatralny, dyrektor teatrów prowincjonalnych i warszawskiego teatru ogródkowego "Alkazar".

## Kariera aktorska
Prawdopodobnie rozpoczął karierę w 1865 r. we Lwowie. Następnie występował w zespołach teatrów prowincjonalnych: Miłosza Stengla (sez. 1867/1868), Antoniego Raszewskiego (1868), Aleksandra Carmantranda (1868-1871), Pauliny Carmantrand (1871), Feliksa Ratajewicza (1882, 1895-1896), Julii Otrembowej (1883), Jana Szymborskiego (1890-1891) i Eugeniusza Majdrowicza (1896) oraz w warszawskich teatrach ogródkowych: "Pod  Lipką" i "Promenada". W 1877 r. przez krótki okres grał w teatrze krakowskim. Wystąpił m.in. w rolach: Miechodmucha (Wesele w Ojcowie), Ignacego (Marcowy kawaler), Mruczydoła (Staroświecczyzna i postęp czasu), Barona Eugeniusza (Popychadło), Prokopa (Karpaccy górale), Califourchona (Czuła struna).

## Zarządzanie zespołami teatralnymi
W latach 1872–1876 prowadził zespół, który występował w Kaliszu, Wieluniu, Sandomierzu, Radomiu, Kielcach, Łowiczu, Sosnowcu i Dąbrowie Górniczej. Okresowo zawierał współpracę z innymi przedsiębiorcami teatralnymi, np. z Mieczysławem Krauzem. Latem 1878 r. był dyrektorem warszawskiego teatru ogródkowego "Alkazar".